# Hiranai (Aomori)
Hiranai (平内町 Hiranai-machi?) es un pueblo localizado en la prefectura de Aomori, Japón. En junio de 2019 tenía una población de 10.337 habitantes y una densidad de población de 47,6 personas por km². Su área total es de 217,08 km².

## Geografía

### Localidades circundantes
- Prefectura de Aomori
  - Aomori
  - Noheji
  - Tōhoku
  - Shichinohe

## Demografía
Según datos del censo japonés, la población de Hiranai ha disminuido en los últimos años.
| Año del censo | Población |
| ------------- | --------- |
| 1995          | 15.441    |
| 2000          | 14.528    |
| 2005          | 13.483    |
| 2010          | 12.361    |
| 2015          | 11.142    |